# Suchorze
Suchorze [pronunciación en polaco: /suˈxɔʐɛ/] (en alemán Zuckers) es un pueblo ubicado en el distrito administrativo de Gmina Trzebielino, dentro del condado de Bytów, Voivodato de Pomerania, en el norte de Polonia. Se encuentra a unos 9 kilómetros al norte de Trzebielino, a 31 kilómetros al noroeste de Bytów, y a 101 kilómetros al oeste de la capital regional Gdańsk.
El pueblo tiene una población de 664 habitantes.